# Astacoidea

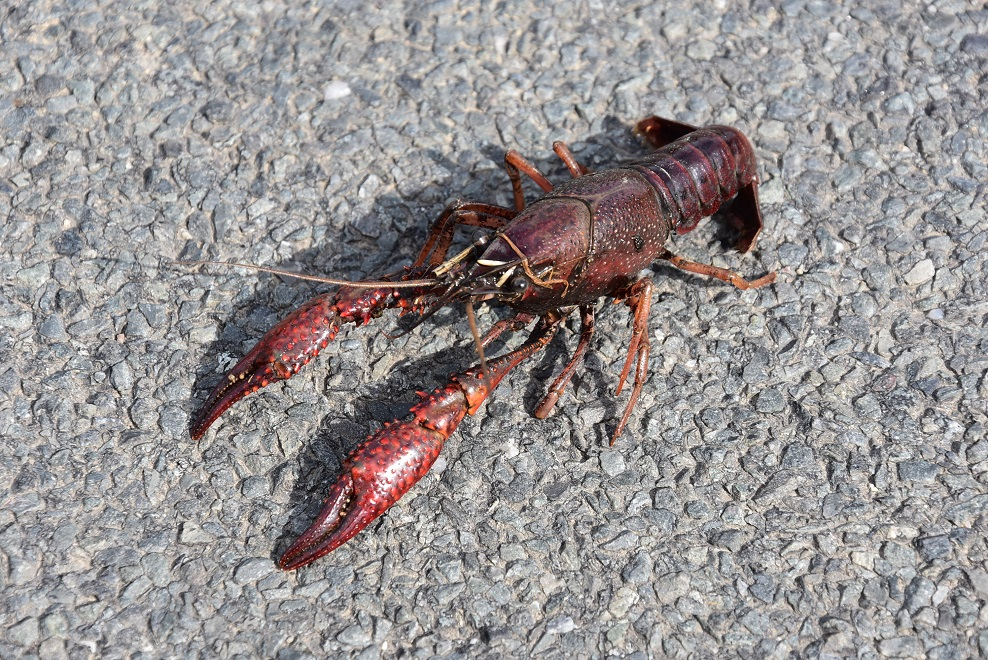
Procambarus clarkii, Francja

Astacoidea – nadrodzina skorupiaków z rzędu dziesięcionogów i infrarzędu rakowców.
Rakowce te mają karapaks o regionie kardialnym i tylnym regionie gastrycznym pozbawionych listewki czy  szwu środkowo-grzbietowego. Telson jest u nich prawie zawsze przynajmniej częściowo podzielony szwem poprzecznym. Czułki drugiej pary mają zwykle po 2 kępki estet na niektórych członach bocznej gałązki (u Cambaroides po jednej). Trzy pierwsze pary pereiopodów mają podobranchia opatrzone dwupłatowymi blaszkami, niezróznicowane na część skrzelową i epipoditową. Wzór skrzelowy to 16 + ep, 18 + 2r + ep lub 18 + 3r + ep. U samców pleopody (odnóża odwłokowe) pierwszej pary mają własne bruzdy nasienne, a te drugiej pary mają spiralną strukturę, często wyrastającą z płatka o kształcie prawie trójkątnym. U samic pierwsze pleopody mogą, ale nie muszą mieć bruzd nasiennych.
Astacoidea zasiedlają wody słodkie, ale niektóre gatunki część cyklu życiowego przechodzą w wodach słonych, do których okresowo migrują. Samice rakowatych wytwarzają duże jaja, a wylęgnięte osobniki przypominają formy dorosłe.
Nadrodziny Astacoidea i Parastacoidea przypuszczalnie rozdzieliły się w triasie wraz z początkami podziału Pangei. Do Astacoidea zalicza się 3 rodziny:
- Astacidae Latreille, 1802
- Cambaridae Hobbs, 1942
- †Cricoidoscelosidae Taylor, Schram & Shen, 1999

Część autorów rezygnuje z nadrodziny Parastacoidea i włącza Parastacidae do Astacoidea – dla takiego ujęcia podany opis nie byłby poprawny.